# Giáo hoàng đối lập Bônifaciô VII

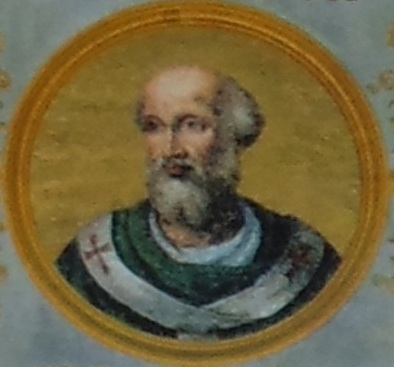
Hình ảnh vị Phản Giáo hoàng bên ngoài một bức tường ở Vương cung thánh đường Thánh Pablo, Rome.

Giáo hoàng đối lập Boniface VII (Franco Ferrucci, qua đời ngày 20 tháng 7, 985) là một giáo hoàng đối lập (974, 984-985). Một giả thiết cho rằng ông đã gây ra cái chết của Giáo hoàng Biển Đức VI. Lo ngại một cuộc nổi loạn trong nhân dân đã buộc ông phải bỏ chạy đến Constantinople vào năm 974; ông đã lấy được một kho tàng lớn và quay trở về vào năm 984 và loại bỏ Giáo hoàng Gioan XIV (983-984) khi ông này đang đương nhiệm, người đã được bầu trong sự vắng mặt ông ta, bằng cách giết người. Sau một thời gian cai trị ngắn ngủi trong khoảng từ năm 984-985, ông đã bị ám sát.
Boniface chưa được coi là một Giáo hoàng đối lập khi một Giáo hoàng tiếp theo mang tên đó được bầu.

## Tiểu sử
Boniface VII là con trai của Ferrucius và được đặt tên là Franco. Ông đã sinh ra tại Ý vào cuối năm 920 hoặc đầu năm 930, mặc dù người ta không biết được chính xác ngày sinh. Vì họ của ông là họ Pháp vì thế người ta nghĩ rằng ôngxuất thân từ một dòng họ có tên đó. Nó thường xuyên xuất hiện vào thế kỷ XI và có thể có xuất xứ từ Pháp. Năm 972, ông trở thành một hồng y phó tế và giữ chức vụ này cho đến khi trở thành Giáo hoàng vào năm 974.

## Trước khi trở thành giáo hoàng
Người tiền nhiệm của Boniface là Giáo hoàng Biển Đức VI, người được bầu vào ngày 19 tháng 1 năm 973. Ông là ứng cử viên củaphe triều đình, trong khi đó Franco (sau này là Boniface VII) là ứng cử viên của tầng lớp quý tộc Ý. Biển Đức VI đã được lựa chọn bởi phe Đế quốc và được chấp nhận là Giáo hoàng bởi Otto Đại đế mặc dù ông thiếu sự ủng hộ của phần lớn tầng lớp quý tộc La Mã. Sau khi Biển Đức VI lên ngôi, một nỗi lo sợ lan truyền rỗng rãi trên khắp lãnh thổ Rôma thuộc quyền hoàng để và ông có đủ khả năngđể giữ Rôma trong vòng kiểm soát.
Vào ngày 7 tháng 5 năm 973, Otto I của Thánh chế La Mã qua đời và Otto II lên kế vị. Do đó, những người La Mã lập tức nghĩ đến một vị Giáo hoàng của họ và vội vàng đẩy ứng cử viên của họ ra để thay thế Biển Đức VI. Nhiều nguờitrong số những người La Mã đã nghĩ rằng sự bắt đầu của triều đại Otto II là một hy vọng để khôi phục những quyền lực cổ xưa của những người La Mã, thậm chí có thể vượt ra khỏi phạm vi lãnh thổ của họ.

## Crescentius
Người đứng đầu Đảng quốc gia, đại diện cho tầng lớp quý tộc Ý, người đã đưa Franco làm ứng cử viên ngôi Giáo hoàng khi Otto đạiđế vẫn còn tại vị là những nhân vật đầy quyền lực của dòng họ Crescentii. Các gia đình của dòng họ này xuất thân từ tầng lớp quý tộc vào thế kỷ thứ 10 và bắt đầu giữ vai trò quan trọng vào năm 970 sau cái chết của Giáo hoàng Gioan XIII, một người đã cóquan hệ chặt chẽ với gia đình Crescentius. Tuy nhiên khi Otto đại đế đưa Biển Đức VI lên ngôi Giáo hoàng, gia đình Crescentii cùng với hầu hết những người La Mã bắt đầu cảm thấy một sự bực tức đối với hoàng đế vì họ cảm thấy ông đã can thiệp quá sâu vào việc bầu cử Giáo hoàng. Khi Otto đại đế băng hà và Otto II lên kế vị, Crescentius đã dẫn đầu cuộc nổi loạn chống lại vị Giáo hoàng được hoàng đế sắp đặt và cuối cùng dẫn đến việc Franco được đưa lên ngôi Giáo hoàng.

## Franco giành được ngôi giáo hoàng
Sau khi Otto đại đế qua đời 			và Otto II trẻ tuổi lên kế vị. Hoàng đế Otto II đã 			phải bận tâm với những vấn đề của nước Đức 			và không còn thời gian cho những vấn đề ở La Mã. 			Tầng lớp quý tộc La Mã, những người chưa bao giờ 			ủng hộ Biển Đức VI đã có cơ hội nổi dậy chống 			lại chính quyền quân chủ. Crescentius đã gây ra một 			cuộc nổi dậy với sự giúp đỡ của nhiều người 			La Mã tiến hành bắt cóc Giáo hoàng Biển Đức VI. Họ 			đã giam cầm tại Lâu đài các Thiên thần trong gần 			hai tháng. Trong thời gian này, những người nổi loại 			đã đưa Franco lên ngôi Giáo hoàng. Trong khi đó, Hoàng 			đế Otto II, người ủng hộ Giáo hoàng Biển Đức VI 			vẫn còn những mối bận tâm ở Đức và không thể 			quay trở lại để ổn định tình hình tại Rôma. Cuối 			cùng, ông đã gửi Count Sicco, một sứ giả của hoàng 			đế Otto II từ Spoleto để giải thoát Giáo hoàng. Khi 			Sicco đến Lâu đài các Thiên thần thì Crescentius đã 			bóp cổ Giáo hoàng Biển Đức VI. Có một số nguồn 			cho rằng Franco đã yêu cầu giết hại Biển Đức nhưng 			điều này không chắc chắn.

## Ngôi giáo hoàng lần đầu tiên
Sau khi Giáo hoàng Biển Đức VI bị ám sát, Franco đã được nhấc lên ngôi giáo 			hoàng và lấy tên là Boniface VII. Tuy nhiên, triều giáo 			hoàng lần đầu tiên của ông trở thành một trong 			những triều đại ngắn nhất trong lịch sử với một 			tháng 12 ngày. Ngay sau khi ông được đưa lên 			ngôi Giáo hoàng, người đại diện của hoàng đế 			Count Sicco đã chiếm được thành phố. Một cuộc hỗn 			loạn và bạo động đã nổ ra sau đó khiến cho 			Boniface VII phải tị nạn trong Lâu đài các thiên thần, 			nơi ông đã lấy ngân khố của Nhà thờ Vatican và chạy 			trốn đến lãnh thổ Byzantine ở miền nam Italy. Trên 			thực tế ông đã trốn đến Constantinople, nơi ông nhận 			được sự bảo vệ và có thể gia tăng quyền lực của 			mình trong việc liên kết với các chính sách của Hoàng 			đế Hy Lạp, người đang phải đối mặt với những 			đe dọa thường xuyên của người Đức ở Salerno.

## Ngôi giáo hoàng lần thứ hai
Giáo hoàng Biển Đức VII đã 			được bầu vào tháng 10 năm 974 với sự chấp thuận 			của Sicco – người đại diện của hoàng đế và ngay 			cả gia đình Crescentii những người đứng đằng sau 			cuộc nổi loạn đưa Boniface VII lên ngôi Giáo hoàng. 			Biển Đức VII đã ngay lập tức tổ chức một hội 			nghị tôn giáp dứt phép thông công Boniface. Tuy nhiên, vào 			mùa hè năm 980, Boniface thậm chí đã giành được quyền cai trị tạm thời ở Rôma. Biển Đức 			VII đã gửi một khiếu nại khẩn cấp lên Hoàng đế 			Otto II. Kết quả là vào tháng 3 năm 981, Biển Đức 			cùng với Otto II và lực lượng vũ trang đã quay lại 			Rôma. Lần thứ hai, Boniface lại trốn đến 			Constantinople, nơi ông ở lại suốt bốn năm tiếp theo.

## Ngôi giáo hoàng lần thứ ba
Vào tháng chín hoặc tháng 10 năm 983, Giáo hoàng Biển Đức VII qua đời. Hoàng đế Otto II đã chọn Peter của Pavia làm người kế nhiệm với danh hiệu Gioan XIV. Tuy nhiên, ngay sau khi đắc cử tân hoàng đắc cử, Hoàng đế Otto II ốm nặng và quađời vào ngày 7 tháng 12 năm 983. Trên thực tế, cái chết của hoàng đế đã đánh dấu sự kết thúc của triều Giáo hoàng Gioan XIV, những người đã không nhận được sự ủng hộ của đa số dân Rôma. Người kế vị Otto III mới được 3 tuổi và cuối cùng thì những người La Mã đã cảm thấy chán ghét những vị Giáo hoàng do Hoàng đế chỉ định, họ mong muốn một vị Giáo hoàng La Mã.
Đến lúc này, mặc dù Boniface đã cư trú được 9 năm ở Hy Lạp nhưng ông vẫn là ứng cử viên hàng đầu cho ngôi Giáo hoàng. Sau khi Otto II qua đời, Boniface đã gia nhập liên minh của những người Hy Lạp và Saracen. Với sự giúp đỡ của người Hy Lạp và của những người con của Crescentius là John vàCrescentius II, Boniface đã bắt giam Giáo hoàng Gioan XIV tại lâu đài Các thiên thần. Bốn tháng sau, Gioan XIV qua đời do đói, bị đầu độc hoặc theo lệnh thủ tiêu của Boniface. Cái chết của Giáo hoàng Gioan XIV có nghĩa là Boniface là người duy nhất còn lại làm Giáo hoàng và do đó ông đã lên ngôi lần thứ ba. Ông vẫn tin rằng triều đại của mình là một triều đại hợp pháp.

## Qua đời
Chúng ta ít biết về triều đại Giáo hoàng của 			ông. Tuy nhiên vào ngày 20 tháng 7 năm 985, ông qua đời 			một cách đột ngột. Có thể ông đã bị ám sát nhưng 			không có tài liệu nào chứng minh điều đó. Tuy vậy, 			có một điều chắc chắn rằng, dân chúng đã hết sức 			phẫn nộ trong triều đại của ông và dường như thi 			thể của ông đã bị kéo lê qua các đường phố trong tình trạng khỏa thân đến dưới bức tượng Marcus 			Aurelius ở phía trước điện Lateran. Người ta cũng cho 			rằng đã có nhiều tội ác diễn ra trong triều đại của ông từ năm 984-985, phần lớn trong số đó là 			những hành vi trả thù.